# 수암종택
수암종택(修巖宗宅)은 대한민국 경상북도 상주시 중동면 간물리에 있는 건축물이다. 1986년 12월 11일 경상북도의 민속문화재 제70호로 지정되었다가, 2022년 8월 22일에 대한민국의 국가민속문화유산으로 지정되었다.

## 개요
풍산 류씨 우천파의 종가로 류성룡의 아들 류진이 자리잡은 곳에 1700년대 중반에 지었다. 일명 우천세가 또는 대감댁이라고도 불리어 왔다.
전체 구성은 ㅁ자형 몸채와 ㄴ자형 녹사청, 一자형 사랑채로 구성되어 있다. 몸채는 중문간채를 중심으로 안과 밖으로 안채와 사랑채가 한지붕으로 연결되어 있다. 녹사청은 녹봉을 지고 오는 관리들을 대접하기 위한 곳으로 보기 드문 실례가 된다.

## 참고 자료
- 수암종택 - 국가유산청 국가유산포털
- 이 문서에는 국가유산청에서 공공누리 제1유형으로 배포된 자료를 바탕으로 한 내용이 포함되어 있습니다.